# La Fille du clergyman
La Fille du clergyman, parfois titrée La Fille du pasteur, est une nouvelle policière d'Agatha Christie en deux parties : La Fille du clergyman (The Clergyman's Daughter) et La Maison rouge (The Red House) ; mettant en scène les personnages de Tommy et Tuppence Beresford.
Initialement publiée le 12 décembre 1923 dans la revue The Grand Magazine au Royaume-Uni, cette nouvelle a été reprise en recueil en 1929 dans Partners in Crime au Royaume-Uni et aux États-Unis. Elle a été publiée pour la première fois en France dans le recueil Le crime est notre affaire en 1972.
Dans le recueil Le crime est notre affaire, Agatha Christie imite le style des enquêteurs créés par les auteurs de policiers en vogue à cette époque. Dans cette nouvelle, elle parodie le détective Roger Sheringham créé par Anthony Berkeley Cox.

## Publications
Avant la publication dans un recueil, la nouvelle avait fait l'objet de publications dans des revues :
- le 12 décembre 1923, au Royaume-Uni, sous le titre « The First Wish », dans le no 226 de la revue The Grand Magazine[2],[3] ;
- en janvier 1960, aux États-Unis, sous le titre « Seek, and Ye Shall Find », dans le no 194 (no 1, vol. 35) de la revue Ellery Queen's Mystery Magazine[4].

La nouvelle a ensuite fait partie de nombreux recueils :
- en 1929, au Royaume-Uni, dans Partners in Crime[2] (avec 14 autres nouvelles) ;
- en 1929, aux États-Unis, dans Partners in Crime[2] (avec 14 autres nouvelles) ;
- en 1972, en France, dans Le crime est notre affaire (adaptation des recueils de 1929).

## Adaptation
- 1983 : La Fille du pasteur (The Clergyman's Daughter), téléfilm de la série britannique Le crime est notre affaire d'ITV (épisode 5), avec Francesca Annis et James Warwick dans les rôles des Beresford.